# نادي فاسلوي
نادي فاسلوي لكرة القدم (بالرومانية: Fotbal Club Vaslui) نادي كرة قدم روماني يلعب في دوري الدرجة الممتازة. تم تأسيس النادي في سنة 2002.